# Ordine del Grifone

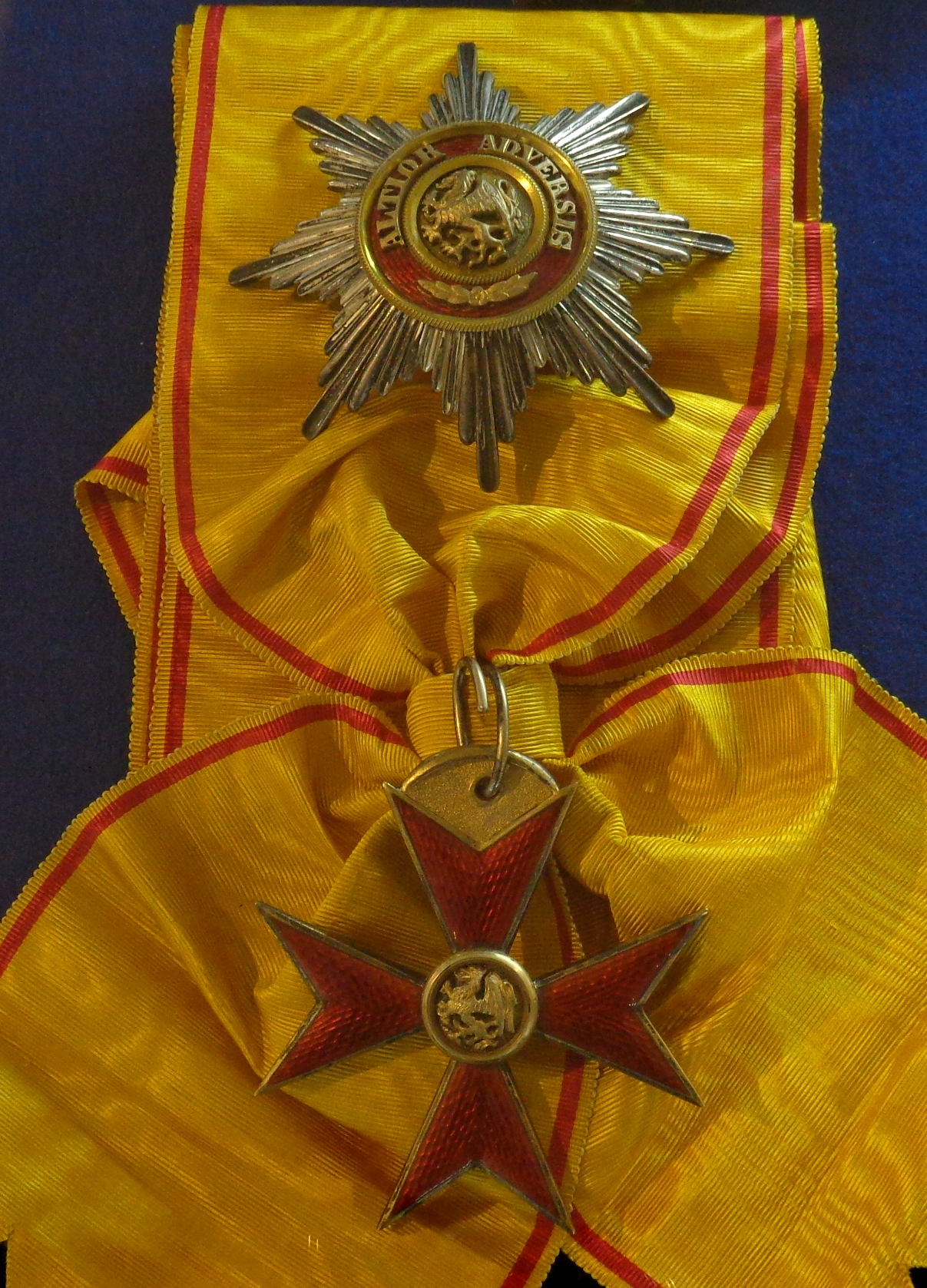
Gran Croce dell'Ordine del Grifone.

L'Ordine del Grifone fu un ordine cavalleresco degli stati tedeschi di Meclemburgo-Schwerin e Meclemburgo-Strelitz.

## Storia
L'Ordine venne fondato il 15 settembre 1884 dal Granduca Federico Francesco III di Meclemburgo-Schwerin come riconoscimento per quanti si fossero maggiormente distinti al servizio della collettività nello stato. L'Ordine venne esteso anche al vicino stato del Meclemburgo-Strelitz quando il duca Federico Francesco IV di Meclemburgo-Schwerin ereditò lo stato.

## Classi
Esso era diviso in 5 categorie fondamentali:
- gran croce
- gran commendatore
- commendatore
- croce d'onore
- cavaliere

## Insegne
La medaglia dell'ordine era costituita da una croce maltese smaltata di rosso e bordata d'oro con al centro un medaglione d'oro con disegnato un grifone rampante. La gran croce veniva anche portata con annessa una fascia trasversale dalla spalla destra al fianco sinistro, mentre i commendatori avevano il privilegio di portare l'insegna appesa al collo tramite un nastro. Gli altri insigniti portavano la medaglia sulla parte sinistra del petto.
Il nastro dell'ordine era giallo bordato ai lati con una fascia rossa per parte.

## Insigniti notabili
- Bernard Altum, sacerdote e zoologo tedesco
- Friedrich von der Lühe, Maresciallo tedesco e cameriere della granduchessa
- Cuno von Rantzau, Maresciallo meclemburghese e cameriere granducale
- Walter von Leers, Cameriere ducale ed aiutante di campo del Duca Paolo Federico
- Carl Malchin, Restauratore a Schwerin (Ritterkreuz)
- Karl Beutin, Segretario ministeriale meclemburghese
- Aleksej Alekseevič Brusilov, generale russo
- Aleksandr Aleksandrovič Mosolov, generale russo
- Georgij Dmitrievič Šervašidze, politico ed alto funzionario russo